# Kim Hyesoon
Kim Hyesoon (koreanska 김혜순), född 26 oktober 1955 i, Uljin, Norra Gyeongsang, är en sydkoreansk poet.

## Biografi
Kim Hyesoon utbildade sig i koreanska och koreansk litteratur vid Konkukuniversitetet. Efter att ha medverkat i flera tongivande litteraturtidskrifter publicerades hennes första diktsamling 1981. År 1993 disputerade hon i koreansk litteratur. Hon bor i Seoul där hon 1989–2021 arbetade som lärare i kreativt skrivande vid Seoul Institute of the Arts.
Under 1990-talet var Kim Hyesoon en av de ledande rösterna inom den nya vågen av poesi i Sydkorea, med ett flertal hyllade diktsamlingar som etablerade henne som en av landets främsta poeter. Hon tilldelades som första kvinna ett flertal av Sydkoreas största litteraturpriser.
Under 2000-talet nådde hon stora internationella framgångar och hennes poesi har översatts till bland annat engelska, kinesiska, japanska, franska, tyska, danska och svenska. Don Mee Chois engelska översättning av diktsamlingen Autobiography of Death tilldelades Griffin Poetry Prize 2019. År 2022 översattes diktsamlingen till svenska med titeln Autobiografi av död. Kim Hyesoon tilldelades även Cikada-priset 2021, vilket delas ut till östasiatiska författare som "i sin diktning värnar om livets okränkbarhet".

### Utgivet på svenska
- 2022 – Autobiografi av död (죽음의 자서전, 2016), översättning: Jennifer Hayashida och Andjeas Ejiksson (20TAL Bok) ISBN 978-91-87-83822-4

## Priser och utmärkelser
- 1997 – Kim Soo-young Literary Award
- 2000 – Sowol Poetry Prize
- 2000 – Contemporary Poetry Award
- 2004 – Korea Culture and Arts Foundation 'This Year's' Art Prize
- 2006 – Midang Literary Award
- 2008 – Daesan Literary Award
- 2019 – Lee Hyung-Gi Literary Award
- 2019 – Korea Culture & Art Prize
- 2019 – Griffin Poetry Prize
- 2021 – Cikada-priset
- 2022 – Ho-Am Prize in the Arts
- 2022 - U.K Royal Society of Literature International writer [17]
- 2023 - T.S. Eliot memorial Reader(Harvard Univercity Library) [18]